# Plukenetia multiglandulosa
Plukenetia multiglandulosa är en törelväxtart som beskrevs av Eugene Jablonszky. Plukenetia multiglandulosa ingår i släktet Plukenetia och familjen törelväxter. Inga underarter finns listade i Catalogue of Life.